# Cepheuptychia cephus
Cepheuptychia cephus är en fjärilsart som beskrevs av Fabricius 1775. Cepheuptychia cephus ingår i släktet Cepheuptychia och familjen praktfjärilar. Inga underarter finns listade i Catalogue of Life.

## Bildgalleri

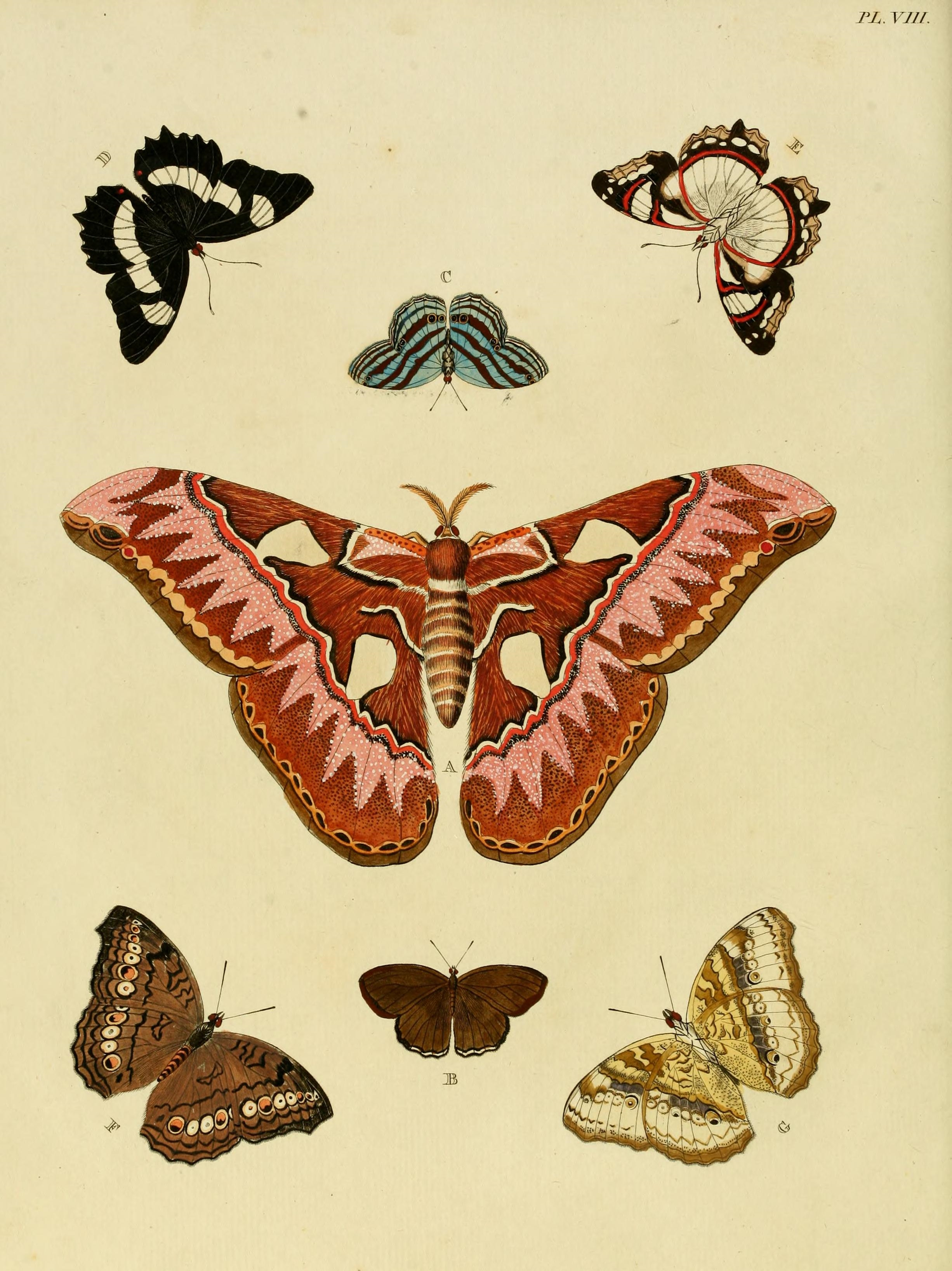